# Slinky

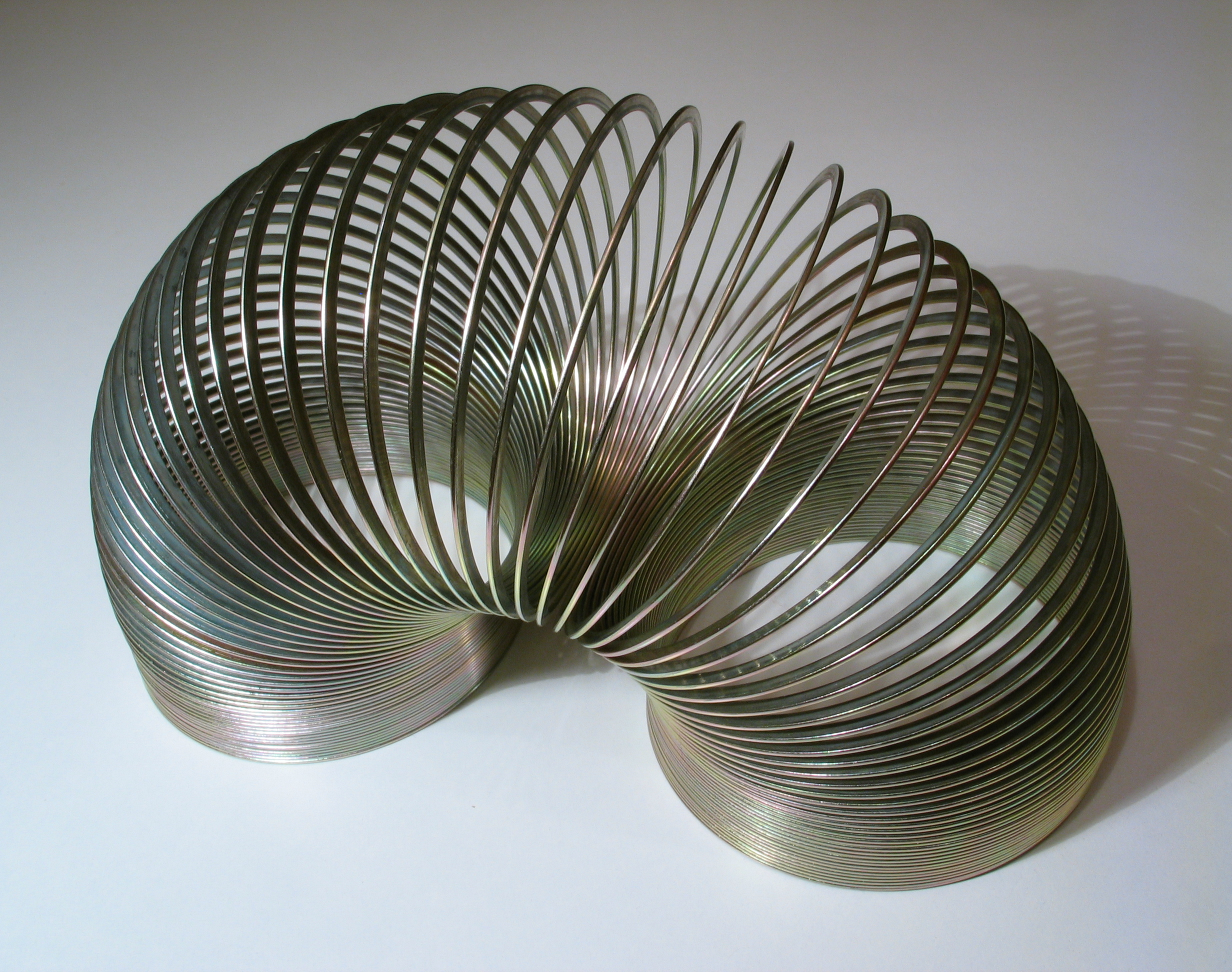
Slinky aus Metall

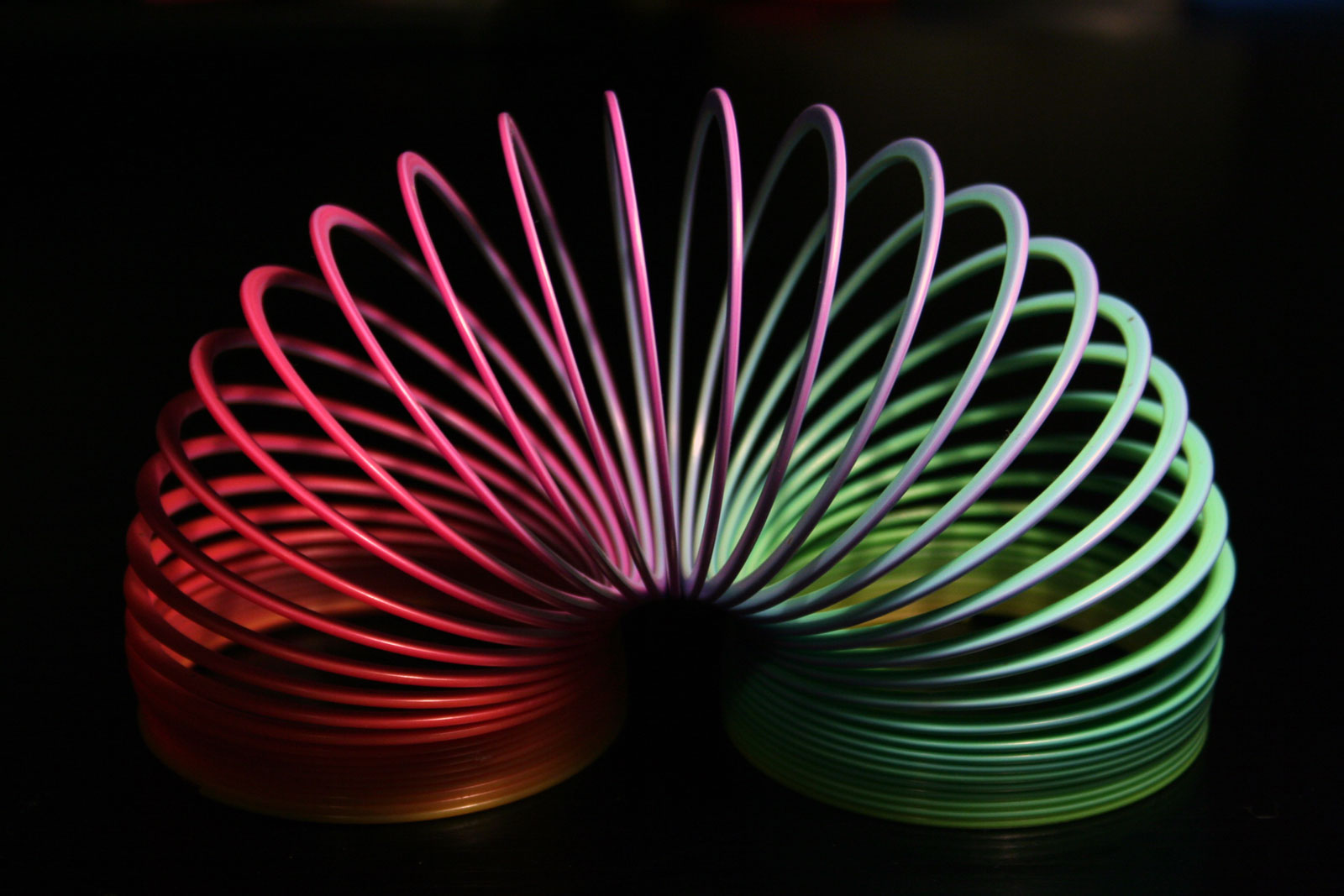
Farbiges Slinky

Slinky (englisch slinky: geschmeidig), als Handelsname häufig auch Treppenläufer oder Hyperspring, erfunden um 1945 von Richard James, einem Ingenieur in Philadelphia. Das Slinky ist eine Schraubenfeder aus Metall oder Kunststoff. Als Spielzeug animiert es zu verschiedenen Spielen. So kann ein Slinky zum Beispiel seinen freien Fall scheinbar verzögern oder eine Treppe hinuntersteigen.

## Treppenlauf
Wird das Slinky auf einer Treppe in Bewegung gesetzt, überträgt es die Energie entlang seiner Achse in einer Longitudinalwelle. Die Schraubenfeder bewegt sich in einer periodischen Bewegung, als würde sie einen Purzelbaum schlagen.

## Geschichte
Im Jahr 1943 arbeitete Richard James bei Philadelphia in seinem Heimatlabor an der Entwicklung von Federn, mit denen empfindliche Instrumente an Bord von Schiffen gehalten und selbst in rauer See stabilisiert werden konnten. Als er einmal versehentlich eine seiner Federn umstieß, entdeckte James den Treppengang.
Nach wiederholten Experimenten erkannten er und seine Frau Betty das Potenzial als Spielzeug; sie taufte es auf den Namen Slinky. Im Jahr 1945 stellten die beiden ihr erstes Spielzeug im Gimbels Department Store in der Innenstadt von Philadelphia aus und verkauften 400 Slinkys in 90 Minuten.
Die James gründeten die James Industries in Hollidaysburg, Pennsylvania, um ihr Produkt zu vermarkten. Richard James erfand Maschinen, die in 10 Sekunden 80 Fuß (rund 24 m) Stahldraht zu einem Slinky wickeln konnten. Bis zum 50. Geburtstag im Jahr 1995 hatte das Unternehmen mit denselben Maschinen weltweit über eine Viertelmilliarde Slinkys verkauft.

## Rezeption in der Kultur
Im Pixar-Film Toy Story machte der Spielzeughund Slink oder Slinkydog Karriere.
Sebastian Krämer hat dem Slinky das Lied Ding, das die Treppe runtergehen kann gewidmet.

### Slinkyin der Mode
Der Begriff Slinky wird in der Mode auch für leicht fallende, weiche Bekleidung verwendet. So gibt es Slinky-Hosen, -Röcke, -Kleider, -Jacken, -T-Shirts, -Tops und mehr. Alle haben gemeinsam, dass sie gerade geschnitten sind und aus weichen, elastischen Jerseystoffen hergestellt werden, nicht eng am Körper anliegen und, der Schwerkraft folgend, fallen.

## Physikalische Eigenschaften

Berechnung der Federkonstanten k aus der Länge eines hängenden hookeschen Slinkys

### Länge des hängenden Slinkys
Durch die im Allgemeinen konstant geringe Federkonstante kann ein Slinky über weite Bereiche als hookesche Feder modelliert werden. Unter dieser Annahme kann die Federkonstante beispielsweise mit
{\displaystyle L_{\text{ges}}=L_{0}+{\frac {Mg}{2k}}\qquad L_{m}=L_{m0}+{\frac {mg}{2k_{m}}}={\frac {L_{0}}{M}}m+{\frac {g}{2Mk}}m^{2}}
via einer Regression über die Längen des frei hängenden Slinkyteiles mit Masse {\displaystyle m} berechnet werden. Die Größen {\displaystyle L_{0},L_{\text{ges}},L_{m0}} und {\displaystyle L_{m}} beschreiben dabei die Ruhe- und Gesamtlänge des hängenden Slinkys und die Ruhe- und hängende Länge des Slinkyteiles mit Masse {\displaystyle m}. {\displaystyle M} ist die Slinky-Gesamtmasse, {\displaystyle k} sowie {\displaystyle k_{m}} die Federkonstante des gesamten Slinkys und des Slinkyteiles mit Masse {\displaystyle m} und {\displaystyle g} die Schwerebeschleunigung.
Es ist darauf zu achten, dass die Federkonstante eines Slinkystückes umgekehrt proportional zur Länge des Stückes skaliert ({\displaystyle k_{m}=Mk/m}).

### Schwingfrequenz

#### Transversalschwingung
Wird ein Slinky so weit auseinandergezogen, dass die Slinkybreite und der Anteil der Ruhelänge an der gestreckten Länge vernachlässigbar wird {\displaystyle (L\gg L_{0})}, dann wird die transversale Schwingfrequenz {\displaystyle f} für geringe Auslenkungen konstant und unabhängig von der genauen Auslenkung und Streckungslänge.
Die Mersenneschen Gesetze gelten auch für Slinkys, welche obige Anforderungen erfüllen. Sie beschreiben die Abhängigkeiten der Schwingfrequenz von der Saitenlänge {\displaystyle L}, der Spannkraft {\displaystyle F} und der Liniendichte {\displaystyle \mu }.
{\displaystyle f\propto {\frac {1}{\sqrt {\mu }}}\quad {\text{für}}~~F,L={\text{const.}}\qquad f\propto {\sqrt {F}}\quad {\text{für}}~~L,\mu ={\text{const.}}\qquad f\propto {\frac {1}{\sqrt {\mu }}}\quad {\text{für}}~~F,L={\text{const.}}}
Die Gesamtmasse {\displaystyle M=L\mu } des Slinkys bleibt unabhängig von der Streckung konstant, während die Rückstellkraft proportional zur Streckung der Feder anwächst: {\displaystyle F=k(L-L_{0})\approx kL}. Der Ausdruck für {\displaystyle f} vereinfacht sich also zu
{\displaystyle f\propto {\frac {1}{L}}{\sqrt {\frac {F}{\mu }}}={\sqrt {\frac {k(L-L_{0})L}{ML^{2}}}}\approx {\sqrt {\frac {k}{M}}}\qquad {\text{genauer: }}f\approx {\frac {n}{2}}{\sqrt {\frac {k}{M}}}}
mit der Modenordnung {\displaystyle n}. Die Frequenz ist demnach unabhängig von der Länge des Slinkys und damit eine Körpergröße.

#### Longitudinalschwingung
Die Schwingung eines senkrecht aufgehängten Slinkys hat die Periodendauer
{\displaystyle T={\sqrt {\frac {32L}{g}}}\,,}
wobei {\displaystyle L} die Länge des Slinkys unter Einfluss der Gravitation und {\displaystyle g=9{,}81\,{\text{ms}}^{-2}} die Schwerebeschleunigung an der Erdoberfläche ist. Im Ausdruck für die Periodendauer {\displaystyle T} tauchen weder Federkonstante {\displaystyle k} noch die Masse {\displaystyle M} des Slinkys auf, wie man es bei einem Federpendel erwarten würde. Dies liegt daran, dass diese Abhängigkeit in der Länge {\displaystyle L} versteckt ist, die von diesen beiden Parametern abhängt:
{\displaystyle L(M,k)={\frac {Mg}{2k}}\,.}
Die Länge {\displaystyle L_{0}} des Slinkys im nicht ausgelenkten Zustand wurde hier vernachlässigt. Jetzt kann man auch schreiben
{\displaystyle T=4{\sqrt {\frac {M}{k}}}\,.}
Dieser Ausdruck weicht von dem des Federpendels
{\displaystyle T_{\text{Federpendel}}=2\pi {\sqrt {\frac {M}{k}}}}
ab, da beim Federpendel die Feder als masselos angesehen wird und die Masse {\displaystyle M} hier die an der Feder hängende Masse bedeutet.